# Велика Британія (готель, Донецьк)

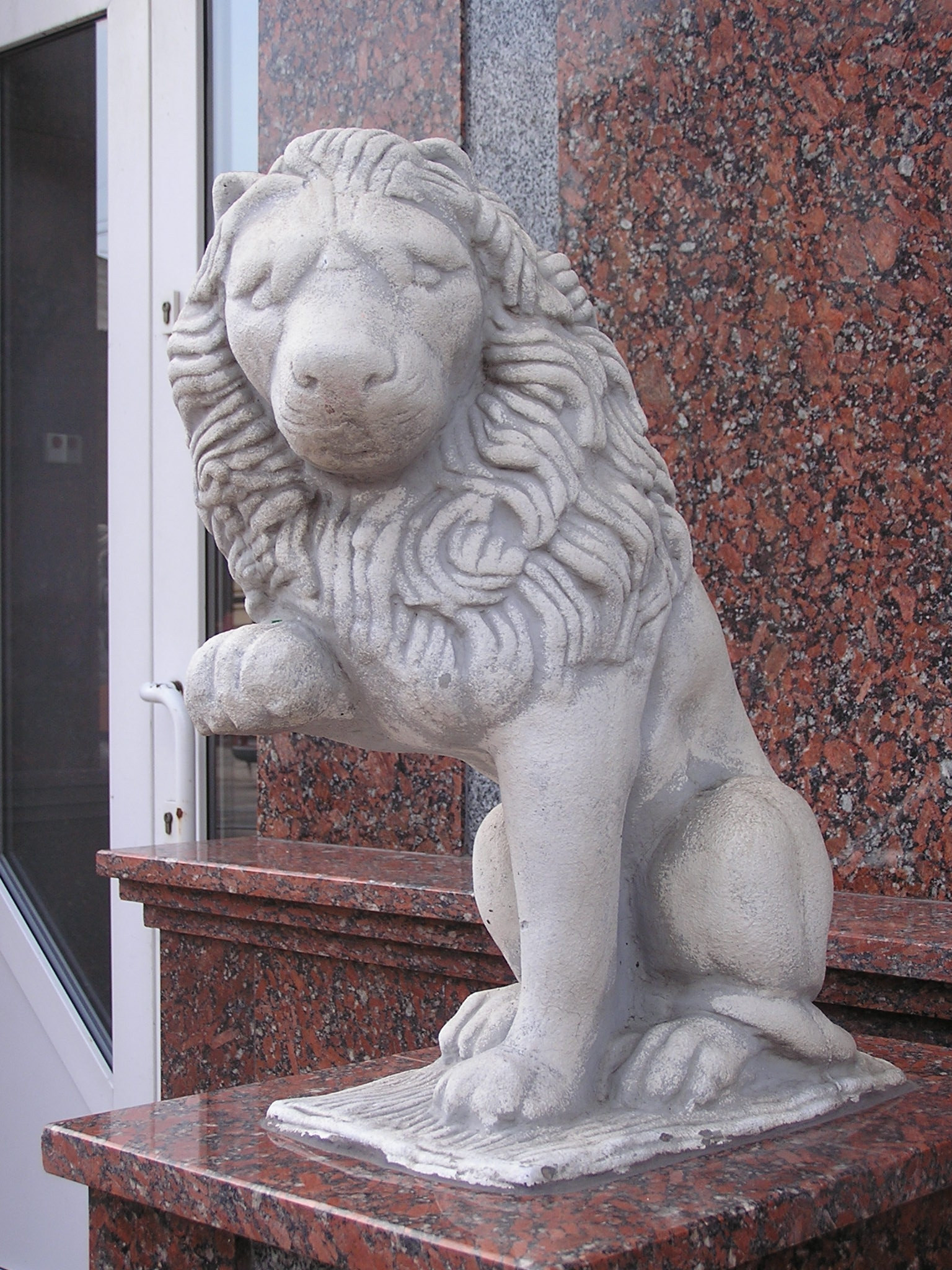
Лев біля входу в готель «Велика Британія»

47°59′22″ пн. ш. 37°48′20″ сх. д. / 47.989323° пн. ш. 37.80544° сх. д.
Готель «Велика Британія» — одна з найстаріших  будівель в Донецьку. Будівлю готелю було побудовано в 1883 році. Спочатку воно було двоповерховим, але в 1891 році надбудували третій поверх, після чого готель став одним з найвищих будівель у місті. Також довгий час будівля була єдиним готелем в місті.

## Історія будівлі
Готелем «Велика Британія» володів Соболєв. До готелю примикав кінотеатр із залом на 350 чоловік — «ілюзіон Соболєва» .
У готелі зупинялися письменники  Олександр Купрін (приїздив до Юзівки як кореспондент київських газет),  Олександр Серафимович (від газети «Приазовський край»),  Костянтин Паустовський (який приїхав на Юзівський завод як приймальник снарядів),  Володимир Маяковський та інженери І. П. Бардін, М. А. Павлов.
У « Повісті про життя» Паустовського увійшла однойменна голова з описом готелю. Паустовський описував готель так:
|  | Стіни її були пофарбовані в колір брудного м'яса. Але це власнику готелю здалося нудним. Він наказав покрити стіни модним тоді декадентським розписом - білими і ліловими ірисами і кокетливими головками жінок, що визирають з водяних лілій. |

Під час німецької окупації Донецька в роки  Другої Світової Війни в готелі був бордель для німецьких офіцерів .
На сьогоднішній день «Велика Британія» — найстаріша будівля в місті. І вона, виконує ті функції, для яких була призначена — в будівлі знаходиться 2 зірковий готель з такою ж назвою, що й раніше.